# Nijburg
De Nijburg of Nijerborch was een kasteel in het Nederlandse dorp Randwijk, provincie Gelderland. Het kasteelterrein ligt aan de Nijburgsestraat tussen Randwijk en Heteren in. Er zijn geen restanten van het kasteel zelf overgebleven, maar het kasteelterrein is wel herkenbaar aan de grachten en aarden wallen.

## Geschiedenis
In een oorkonde van 31 augustus 1372 werd Hendrik van Homoet genoemd als heer van de Nijerborch. Mogelijk was er sprake van een oudere voorganger, aangezien de naam Nijerborch ‘nieuwe burcht’ betekent. In 1383 werd Hendriks zoon Johan beleend met de Nijburg.
In 1486 kocht Oswald I van den Bergh het kasteel over van Hendrik van Homoet en Wisch. Oswald en zijn Willem waren echter in conflict geraakt met Karel van Gelre en dat leidde tot de verbeurdverklaring van hun goederen, waaronder het kasteel Nijburg. De inkomsten van de Nijburg werden rond 1507 door Karel toegewezen aan de Wageningse slotvoogd Albert van Ermell. In 1506 overleed Oswald; zijn zoon Willem volgde in 1511. Karel besloot in 1515 om de verbeurdverklaring ongedaan te maken en gaf aan dat Willems zoon Oswald II de goederen weer terug in leen kon krijgen bij het bereiken van de meerderjarige leeftijd. Ook diende Oswald een eed van trouw te zweren aan de hertog. Dat laatste deed Oswald in 1525, maar het zou toch nog tot 1544 duren voordat hij daadwerkelijk met de goederen werd beleend.
Het kasteel Nijburg was overigens al tussen 1518 en 1522 door Karel afgebroken. Hij had namelijk geen belang bij het voortbestaan van dit kasteel en hij kon de stenen goed gebruiken voor de bouw van het kasteel in Wageningen. Er werd zelfs speciaal een weg aangelegd om alle stenen van het afgebroken Nijburg af te kunnen voeren richting de Rijn, vanwaar de stenen per schip naar Wageningen verder werden vervoerd. Deze weg draagt anno 2022 nog steeds de naam Steenkuil.
Ondanks de sloop van het kasteel bleef de Nijburg als leengoed bestaan. Oswalds zoon Willem IV van den Bergh erfde het goed in 1551. Hij trouwde met Maria van Nassau, zus van Willem van Oranje. Na het overlijden van Willem IV bleef het goed in handen van Maria, totdat zoon Herman in 1610 met de Nijburg werd beleend. Uiteindelijk bleef de familie Van Bergh tot 1712 in bezit van de Nijburg: in dat jaar stierf Oswald III, de laatste telg uit dit geslacht. Het goed vererfde nu aan de minderjarige Franz Wilhelm von Hohenzollern.
De laatste eigenaar van de Nijburg was Anton Aloisius, kleinzoon van Franz Willem. Hij werd in 1787 beleend met het goed. In 1797 werd de Nijburg overgedragen aan Johan Ockhorst en zijn vrouw Cornelia Sanders.

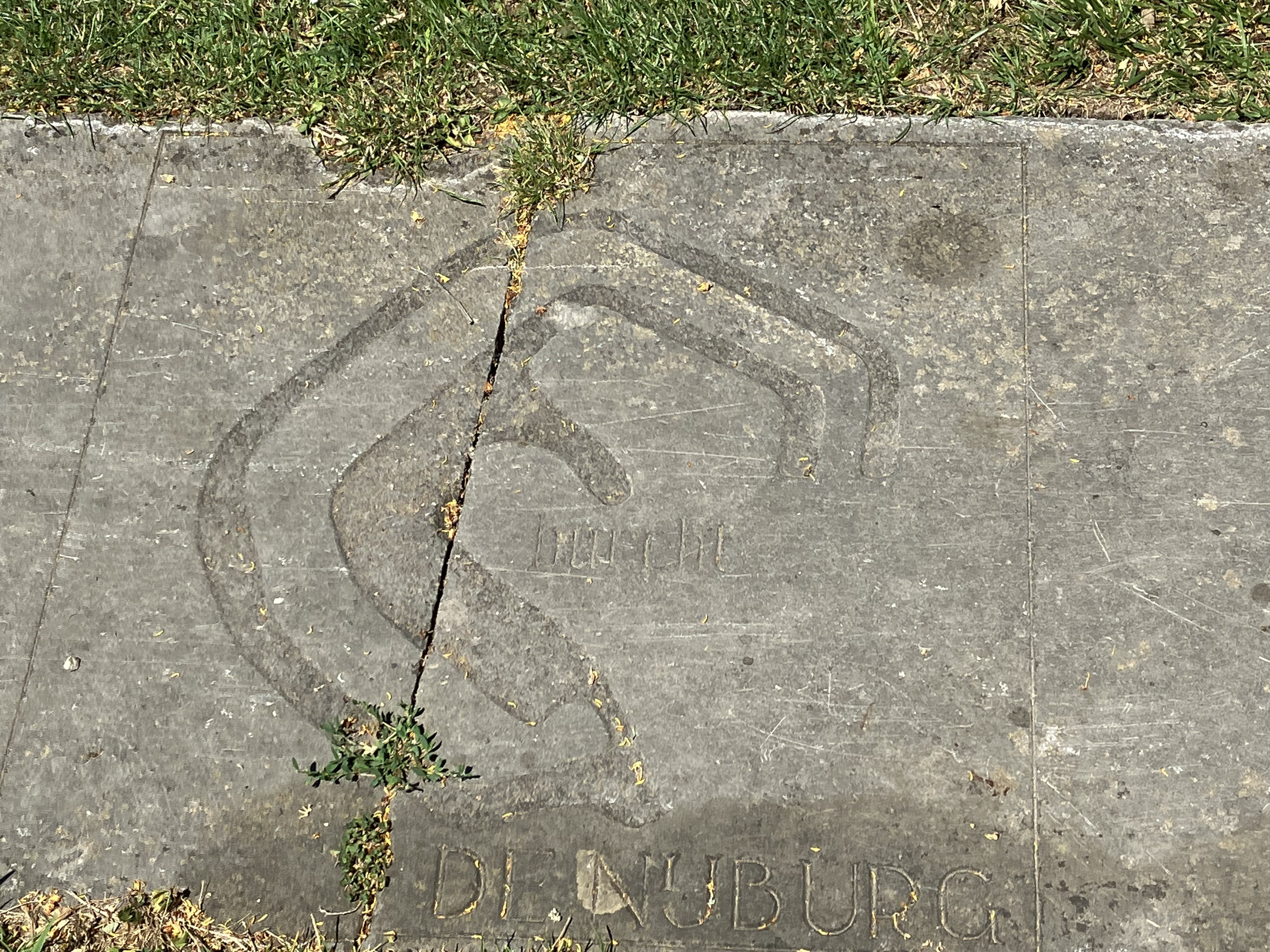
Steen met vermelding van kasteel Nijburg

## Beschrijving
Er zijn geen afbeeldingen van het kasteel bewaard gebleven. Het is dus niet bekend hoe het middeleeuwse kasteel er uit heeft gezien. Wel bekend is dat dit oude kasteel in een later stadium is voorzien van een dubbele gracht met daartussen een hoge singelwal, om het zo beter te kunnen beschermen tegen aanvallen met kanonnen. Nadat het kasteel tussen 1518 en 1522 was afgebroken, bleven de grachten en wallen behouden. Het is niet bekend of er ook een nog bewoonbaar gedeelte van het kasteel behouden was gebleven. In 1838 maakte dominee Heldring nog wel melding van ruïnes van gebouwen en een poort.
In 1952 liet de toenmalige terreineigenaar de overgebleven wallen in de grachten schuiven.
In 1985 is er door het ROB onderzoek verricht en een jaar later werden de wallen en grachten weer deels hersteld naar de situatie van vóór 1952. Op het kasteelterrein zijn kloostermoppen aangetroffen uit de 14e tot 16e eeuw, maar er is geen bovengronds muurwerk meer aanwezig. Onder de grond zijn wel restanten van muren gevonden. Het totale kasteelterrein is 5,5 hectare groot, inclusief de buitenste gracht.
Aan de zuidzijde van het terrein staat een boerderij die in 1947 is gebouwd.
Aalst · Aardenburg · Acquoy · Aerdt · Agistaldaburg · Ahof · Aldenhaag · Aller · Ambe · Ammersoyen · Ampsen · Andelst · Angeroyen · Appelburg · Appelse walburg · Appeltern · Arler · Baak · Babberich · Baer · Baerle · Bakerbosch · Balgoij · Barlham · Batenburg · Beek · Beerenclaauw · Bemmel · Bevervoorde · Bergh · Biljoen · Bingerden · Blankenborg (Laren) · Blankenborg · Blauwe Huis · Blokhuis (Ravenswaaij) · Boelenham · Boetselaersborg · Borculo · Boswaai · Brakel · Den Brakel · Den Bramel · Bredevoort · Broekhuizen · Bronkhorst · Bruchem · Bruinhorst · Brunsberg · Bulkestein · Bunswaard · Burcht van Tiel · Buren · De Buurse · Byland · Byvanck · Caetshage · Camphuysen · De Cannenburch · de Cloese · Coldenhove · Culemborg · Dedinckweerd · Delwijnen · Didam · Diepenbroek · Hof te Dieren · Huis Dijck · Dikke Tinne · Doddendaal · Dodewaard · Doornenburg · Doornik · Doorwerth · Dooyenburg · Dorth · Doseburg · Drakenburg · Dreumel · Druten · Duivelshuis · Eerbeek · De Ehze · Elburg · Eldrik · Emmerik · Engelenburg · Groot Engelenburg · Engelrode · Enghuizen · Enspijk · De Essenburgh · Essenpas · Est · Fokkinck · Gameren · Geerestein · Geldermalsen · De Gelderse Toren · Geldersweerd · Gellicum · Gendt · Gennepestein · Glindhorst · Goudenstein · ‘s-Grevenhoef · Groot Hell · Groenlo · Groesbeek · Huis te Groesbeek · Grunsfoort · Gulden Spijker · Hackfort · Hackforts Veenhuis · Hagen · Hagevoort · Hamerden · Hanepol · Harreveld · Harslo · Hassink · Het Haveke · Hedel · Heeckeren · De Heegh · Hees · De Heest · Hellouw · Hemmen · Hernen · Motte van Hernen · Heumen · Heusden · Hoekelum · Hoekenburg · De Hoeve · De Hof · Hof d'Ooy · Hof van Arkel · Huis het Holt · Holthuis · Het Holtslag · Ter Horst · Houberg · St. Hubertus · Huissen · Hulhuizen · Hulkestein · Hulsen · Hunneschans bij De Duno · Hunneschans bij Uddel · Jonker Bloo · 't Joppe · De Kamp · Karssenberg · Kemnade · Keppel · Kermestein · Kernhem · Kervel · Kiefskamp · De Kinkelenburg · Klein Enghuizen · Kleverburg · Kortenhoeve · Laag Helbergen · Lakenburg · Landfort · Langen · Latenstein · De Lathmer · Lathum · Ter Lede · Leegpoel · Leemcuyl · Leeuwen · Leeuwenbergh · Lensenburg · Lent · Leur · Leuvenum · Leyenburg · Lichtenvoorde · Lievenstein · Loenen · Loevestein · Loil · Loowaard · Luynhorst · Hof te Maasbommel · Magerhorst · Malburgen · Malderburcht · Malsen · Manhorst · Marhulsen · De Marsch · Marveld · Mathena · Maurik · Medel · Medestein · 't Medler · Meinerswijk · De Mellard · Mensink · Mergelp · Meteren · 't Meyerink · Middachten · Millingen · Mussenberg · Nagelhorst · Nederhagen · Nederhemert · Neerijnen · Huis Neerijnen · De Nesch · Nettelhorst · Nieuwe Blokhuis ·  Nijburg · Nijenbeek · Old Putten · Notenstein · Nye Huis · Olde Spijker · Oldenaller · Oldenhof (Driel) · Oldenhof (Heteren) · De Ooij · Oolde · Oud Oolde · Oosterhout · Ophemert · Opijnen · Oud Ampsen · Oude Blokhuis · Het Oude Loo · Oude Voorst · Oudenborch · Oud-Wisch · Huis te Overasselt · Overeng · Overhagen · Overlaar · 't Oye · Palmestein · De Parck · Persingen · Plekenpol · Ploen · Pluimenburg · Poederoijen · Poelwijck · Poelwijk · De Pol (Dreumel) · Huis de Poll (Huis te Gietelo) · De Poll (Huissen) · Pollenbering · Pollenstein · Puttenstein · Het Raasink · Ravenhorst · De Rees · Ressen · Reuversweerd · Reygersfoort · Rhijnestein · Huis Rijswijk · Rode Toren · Roode Wald · Rosande · Rosendael · Rossum · Rumpt · Ruurlo · Rijsselt · Schadewijk · Schaffelaar · Scherpenzeel · Schoonbroek · Schoonderbeek · Schoonenburg · Schuilenburg · Schuilkerke · Hof te Seelbeek · Sevenaer I · Sevenaer II · Sinderen (Oude IJsselstreek) · Sinderen (Voorst) · Slangenburg · Sleeburg · Slimsijp · De Snor · Soelen · Spaansweerd · Spaldorp · Spijk · Staverden · Sterkenburg · Swanepol · Tarthorst · Teisterbant (Kerk-Avezaath) · Teisterbant (Kerkdriel) · Ter Dicke · Tolhuis · Tolhuis (Tiel) · Tollenburg · Tongerlo · Toren van Wely · Tuil · Ubbergen · Uilenburg (Ewijk) · Uilenburg (Heteren) · Ulenpas · Ulft · Upladen · Valburg · Valkhofburcht · Valkhofpalts · Vanenburg · Varik · Hof te Varsseveld · 't Velde · Velhorst · Verwolde · Vierakker · De Voorst · Voorstonden · Vorden · Vosbergen · Vredenburg · Vredestein (Driel) · Vredestein (Ravenswaaij) · Vuren · Waardenburg · Waddestein · Wadenoijen · Waede · Wageningen · Walfort · 't Waliën · De Wardt · Watergoor · Watermeerwijk · Wayenstein (Huis te Herwijnen) · Well (Huis van Malsen) · Weijenrade · Westenburg · Westerholt · Weurt · De Wiersse · Wijenburg (Echteld) · De Wildenborch · De Wildt · Wilp · Wilperhorst · Winssen · Wisch · Wychen · Wolfswaard · Woolbeek · Yrst · IJzendoorn · Zeeland · Zilveren Spijker · Zuilichem · Zwaluwenburg · Zwanenburg (Heerde) · Zwanenburg (Megchelen)